# Willakuy!
Willakuy! (del quítxua Noticia) és un curtmetratge dirigit per la peruana Sairah Choque l’any 2023, té una durada de 17 minuts.
Willakuy . Tracta sobre una periodista que viu sota una gran pressió laboral que li causa ansietat i estrès. Un dia ha de fer una entrevista sense estar preparada, però aconsegueix sortir-se amb la seva, parlant quítxua. Tota una reivindicació de la identitat i les llengües de les poblacions indígenes. També fent presència de la importància de la dona en aquest tema.

## Direcció i Guió
Aquest curtmetratge va ser creat dins del marc del curs "Taller de Guiones Cinematográficos de la Facultat de Letras y Ciencias Humanas de la Universidad Nacional de San Marcos", a càrrec del professor Percy Encinas.
Percy Encinas és especialista en Cultura, Teatre, Literatura i Neuroeducació. Docent del postgrau de la "Universidad Nacional Mayor de San Marcos". Investigador y director de projectes a l' "Asociación Iberoamericana de Artes y Letras"(AIBAL).
La direcció ha estat a càrrec de Sairah Choque, (Puno, Perú), és una comunicadora quítxua, presentadora, locutora de radio y mestra de cerimònies.
El guió ha estat realitzat conjuntament per Sairah Choque i Percy Encinas.

## Argument

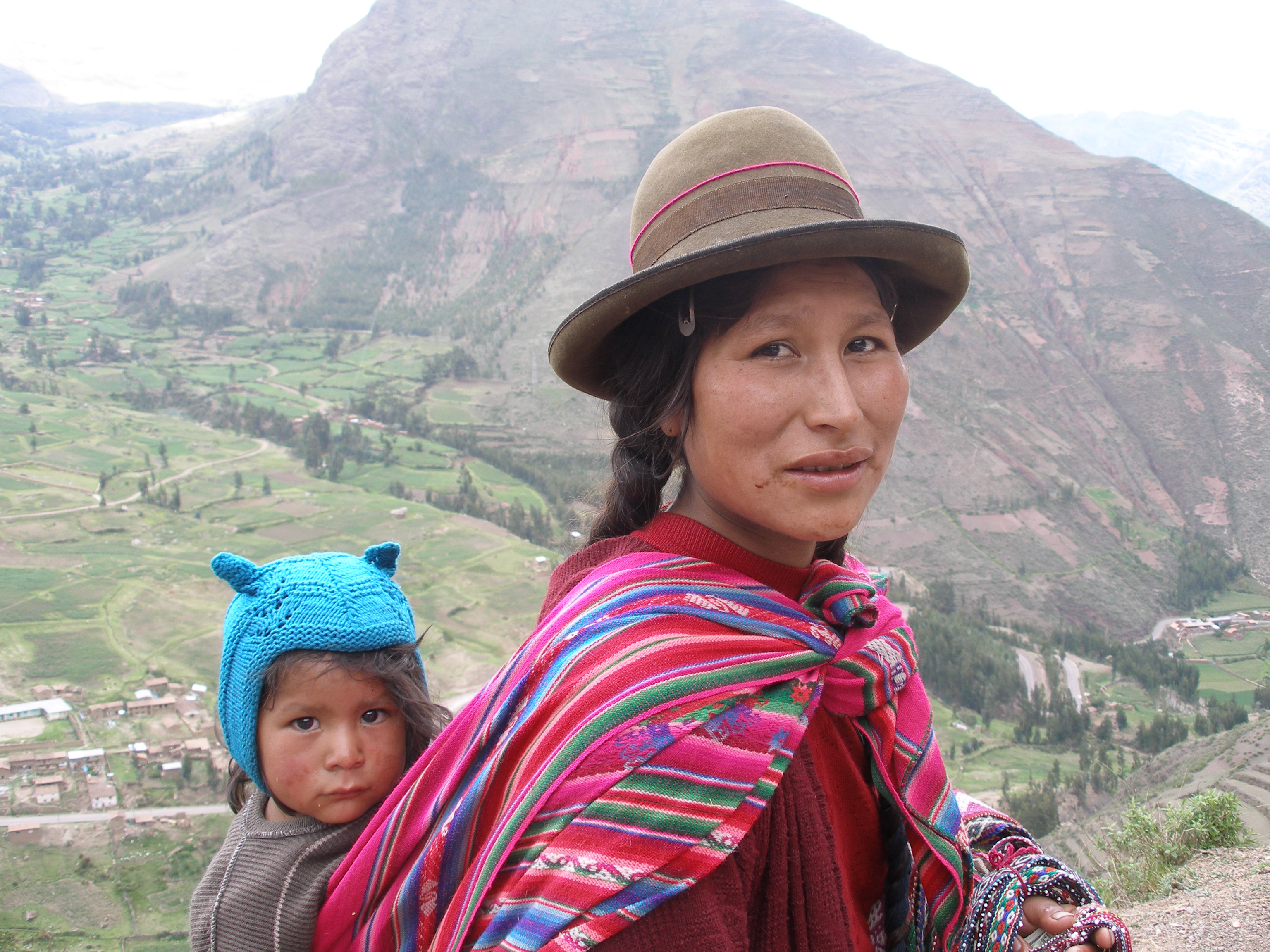
Dona quítxua amb nen

En el curtmetratge, el primer que ens mostra és una dona peruana de arrels indígenes que porta un moment d’estrès d’insomni, es troba a la seva habitació buscant informació sobre l’insomni, més tard es posa a veure xarxes socials on es mencionen mètodes per poder-li tallar el cabell d'altres tècniques per millorar el físic. Mentre pren una til·la li arriba un missatge sobre un nou treball, una entrevista a la televisió, qui li dona notícia sobre el nou treball li diu a més que és important que llegeixi el guió i li comenta que és molt important que no surti de la pauta del guió que ja li havien enviat. A causa d'haver-se'n anat al llit tard es desperta molt tard i amb les preses s’oblida d’agafar el seu mòbil i les seves claus (s'adona més tard que s’havia oblidat les claus i quan vol tornar ja no podia obrir la porta), però tot i això, decideix anar a l’entrevista.
Durant l’entrevista es comenta que fan un Mega projecte, suposadament per millorar les condicions de la població indígena, població que sembla estar aparentment a favor aparentment a favor del projecte. Fan una trucada l’entrevistador que està amb ells i en deixar que una dona que es trobava allà parlés, s'adonen que no parlava bé l’espanyol sinó que parlava la llengua quítxua (Les llengües quítxues son una família de llengües indígenes d' América del Sud, la seva distribució geogràfica s’estén per la zona occidental a través de diversos països, especialment a la serralada dels Andes), llengua la qual la protagonista en sabia parlar i gràcies a això pot comunicar-se amb ella i fer-li saber de que tractava el Mega projecte.
Quan li comunica això la dona li fa saber que la població que habita aquella zona no està a favor del projecte i que ni tan sols han permès ni volien permetre que aquest projecte es dugui a terme, però li fa saber a l’entrevistadora que li van fer firmar-ho sense tan sols explicar-li en què consistia. Gràcies a la seva llengua nativa a poder haver-se comunicat amb aquella dona, va poder aclarir les coses amb el precursor del Mega projecte i també va poder ajudar al poble quítxua.

## Difusió Internacional

### Festival de Cinema Indígena de Barcelona
Willakuy! va estar present a l'Indifest 2024, la XVII edició del Festival de Cinema Indígena de Barcelona.
l'Indifest, organitza anualment el Festival de Cinema Indígena de Barcelona, amb el suport de Organitzacions com alterNativa, fundada al 1986, que promou, protegeix i defensa els drets dels pobles indígenes, la plataforma especialitzada miradaNativa i amb la col·laboració de la Coordinadora Llatinoamericana de Cinema i Comunicació dels Pobles Indígenes (CLACPI).

### Cinema Indígena
Willakuy! pot considerarse inclos dins de la categoria de "Cinema Indígena". Aquest tipus de documentals van ser afavorits durant la decada dels 1970 pel gran desenvolupament de la tecnologia dels mitjans cinematrogràfics i això va permetre que els que tradicionalment eren els subjectes de les pel·lícules etnogràfiques, es convertissin en els autors de les seves pròpies pel·lícules sobre les seves vides. I es van convertir en potens mitjans de comunicació, per la denuncia, reclamació de les desigualtats i sobreexplotació tant dels pobles indígenes com dels seus territoris.
IWGIA al seu informe “El Mundo Indígena 2024: Perú”, dona informació sobre les concessions mineres existents, que suposen el 47,8% del territori de les comunitats indígenes, i dels conflictes que generen, tant territorials com socioambientals, tot i que el Perú va subscriure i ratificà el “Convenio sobre Pueblos Indígenas 169 de la Organización Internacional del Trabajo (OIT)” i també votà favorablement la “Declaración de la ONU sobre los Derechos de los Pueblos Indígenas” l'any 2007.
Informació sobre els riscos que pateixen les comunitats indígenes es pot trobar a Mongabay al seu article sobre els "Cuatro puntos claves para conocer los riesgos que sufren las comunidades indígenas en la frontera peruana", de la situació de precarietat en la que viuen al article "Comunidades indígenas en el Perú: diversidad, desigualdad y pandemia" de Gonzalo Bueno, César García i Jesús Gutiérrez i dels problemes derivats dels canvis de la legislació forestal a l'article de Nacions Unides "Perú: las reformas de la legislación forestal amenazan la supervivencia de los pueblos indígenas, advierte experto de la ONU".

## Els pobles Quítxua
Els Quítxua son diferents pobles indígenes presents a la serralada dels Andes i a la Amazonia, que comparteixen l'ús d'una mateixa família de llengües i les seves variants. Es troben de forma discontinua des de Colòmbia fins a Xile, presents a Colòmbia, Perú, Bolívia, Equador, Argentina, i Xile. El poble quítxua és una societat indígena originari d'Amèrica del Sud, principalment es troba a les regions andines del Perú, Bolívia, l'Equador, Colòmbia, Xile i l'Argentina. Entre les diferents societats del poble quítxua, podem trobar als Chopcca, els Chankas, els Huancas, els Huaylas, els Kanas, els Q’ero i els Cañaris. Antigament, eren un poble basat en agricultors i ramaders, conreadors i criadors d'espècies que no eren conegudes en altres parts del món fins a la colonització, també tenien nombroses tècniques en ceràmica, en teixits, metal·lúrgia, arquitectura, medicina i agricultura constituint una complexa civilització que va ser part central de l'Imperi Inca.